# Кошкарёва, Татьяна Петровна
Татьяна Петровна Кошкарёва (род. 5 сентября 1962, Москва) — российская журналистка, медиаменеджер, политолог. Главный редактор издания «Независимая газета» (2001—2007), сменившая на этом посту Виталия Третьякова. Мартин Шаккум в 1999 году называл её (на страницах газеты «Новый взгляд») «модной журналисткой», позднее Кошкарёва сконцентрировалась на менеджерской работе и прекратила журналистскую деятельность.

## Ранняя жизнь
Родилась 5 сентября 1962 года в Москве, в семье военного лётчика и врача.
В 1986 году окончила факультет журналистики МГУ.

## Карьера
Работала инструктором в Советском райкоме КПСС г. Москвы.

### Печатные СМИ
- Начинала журналистскую карьеру в газете «Гудок».
- С 1992 по 1993 год — корреспондент газеты «Московские новости»[4].
- С 1993 по 1995 год — корреспондент отдела экономики газеты «Сегодня»[5].
- В 1995 году назначена заместителем главного редактора еженедельного журнала «Понедельник».
- С 1995 по февраль 1996 года — обозреватель, затем заведующая отделом экономики журнала «Понедельник».
- С 1997 года — заведующая отделом политики «Независимой газеты». В этом качестве была удостоена премии Союза журналистов России «Золотое перо России» за 1998 год[6].
- С августа 1998 — заместитель главного редактора «Независимой газеты».
- В марте 1999 ушла с постов заместителя главного редактора и заведующей отделом политики «Независимой газеты».
- В 2001 году заняла пост главного редактора «Независимой газеты».

### Телевидение
- Вела программу «СКВ» на телеканале «РТР».
- В июне 1999 года, после предложения Бориса Березовского, была назначена директором Дирекции информационных программ ОАО «Общественное российское телевидение» (ОРТ), её предшественник Сергей Доренко переведён был на аналогичную позицию в МНВК[7].
- 24 января 2000 года назначена заместителем генерального директора «ОРТ».

## Личная жизнь и интересы
Имеет дочь. Увлекается фотографией.